# Contea di Yanshan (Yunnan)
La contea di Yanshan (砚山县S, Yànshān XiànP) è una contea della Cina, situata nella provincia di Yunnan e amministrata dalla prefettura autonoma zhuang e miao di Wenshan.